# Eirenaeus Philalethes
Eirenaeus Philalethes (en griego, pacífico amante de la verdad) también conocido como Eirenaeus Filaleteo, Ireneo Filaleteo o Philaletha Irenaeus, fue un alquimista del siglo XVII autor de numerosos escritos sobre alquimia, algunos considerados como clásicos en ese campo. Su obra fue leída y seguida por notables hombres de ciencia de su época, como Isaac Newton, John Locke, Gottfried Wilhelm Leibniz y Robert Boyle. En particular sus escritos fueron cuidadosamente estudiados y comentados por Newton.

## Sobre su identidad
La verdadera identidad de Eirenaus Philalethes es desconocida. En recientes investigaciones se planteó la hipótesis de que su verdadera identidad era la de George Starkey, un médico, científico y alquimista inglés de origen estadounidense, al que se le atribuían sus obras escritas. Aunque posteriores estudios lo han puesto en duda.

## Obra escrita
Obras publicadas con el pseudónimo de Eirenaeus Philalethes.

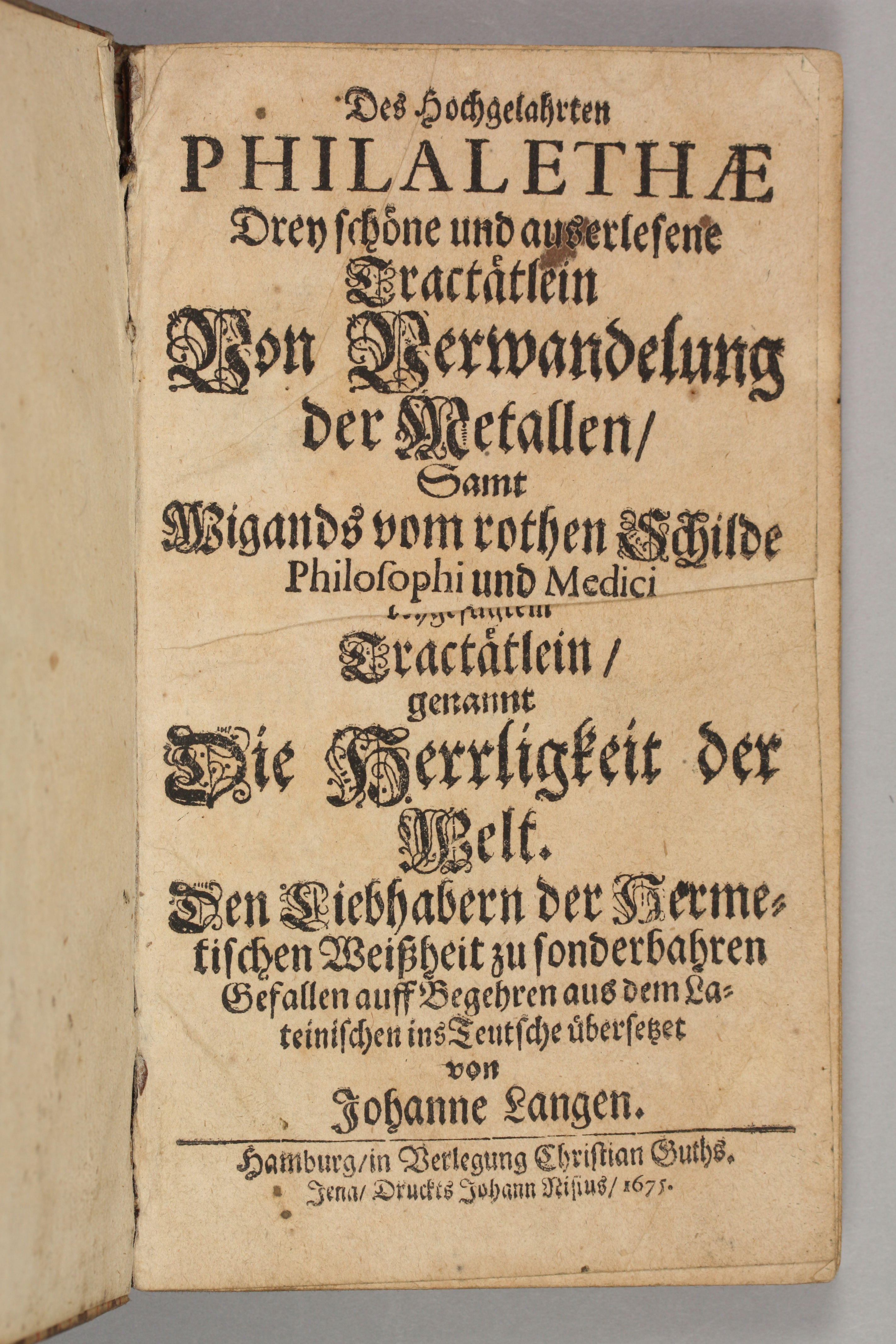
Drey schöne und auserlesene Tractätlein von Verwandelung der Metallen, 1675.

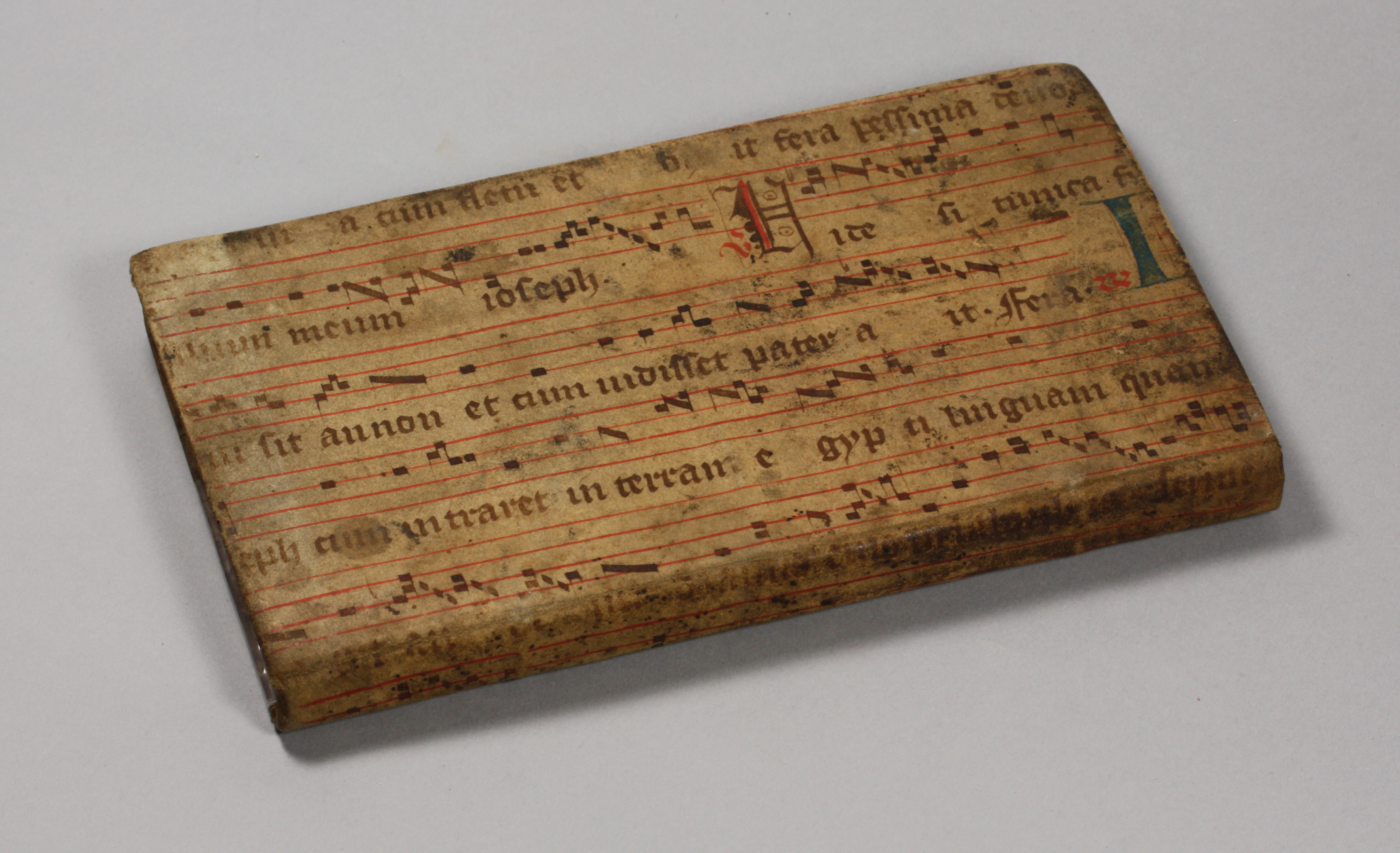
Cubierta, Drey schöne, 1675.

Las primeras publicaciones de las obras de Philalethes se hicieron entre 1654 y 1683.
- The Marrow of Alchemy, being an Experimental Treatise, Discovering the secret and most hidden Mystery of the Philosophers Elixer (Londres, 1654, en inglés)
- Introitus apertus ad occlusum regis palatium, Ámsterdam, 1667, en latín y en inglés,
- Secrets Reveal'd: or An Open Entrance to the Shut-Palace of the King, Londres, 1669.
- Three Tracts of the Great Medicine of Philosophers for Humane and Metalline Bodies (Ámsterdam, 1668, en latín; Londres, 1694, en inglés)
- The Art of the Transmutation of Metals
- A short Manuduction to the Caelestial Ruby
- The Fountain of Chymical Philosophy
- An Exposition upon Sir George Ripley's Epistle to King Edward IV (Londres 1677, en inglés)
- An Exposition upon Sir George Ripley's Preface (Londres, 1677, en English)
- An Exposition upon the First Six Gates of Sir George Ripley's Compound of Alchymie (Londres, 1677, en inglés)
- Experiments for the Preparation of the Sophick Mercury; by Luna, and the Antimonial-Stellate-Regulus of Mars, for the Philosophers Stone (Londres, 1677, en inglés)
- A breviary of Alchemy, or a commentary upon Sir George Ripley's Recapitulation: Being A Paraphrastical Epitome of his Twelve Gates (Londres, 1677, en inglés)
- An Exposition upon Sir George Ripley's Vision (Londres 1677, en inglés)
- Ripley Reviv'd, or an Exposition upon Sir George Ripley's Hermetico-Poetical Works (Londres, 1677, en inglés)
- Opus tripartitum (Londres & Ámsterdam, 1678, en latín)
- Enarratio methodica trium Gebri medicinarum, in quibus contenitur Lapidis Philosophici vera confectio, Ámsterdam, 1678, en latín.
- The Secret of the Immortal Liquor called Alkahest (Londres, 1683, inglés y latín)

Algunos de estos textos como Tres Tratados y el Introitus se incluyeron en la compilación de escritos alquimistas denominada Musaeum hermeticum de 1678. Otros están en Guillaume Salmon, Biblothèque des Philosophes Chimiques, Paris, 1740.